# Rocinela laticauda
Rocinela laticauda är en kräftdjursart som beskrevs av Hansen 1897. Rocinela laticauda ingår i släktet Rocinela och familjen Aegidae. Inga underarter finns listade i Catalogue of Life.